# Afghanisch-deutsche Beziehungen
Afghanistan und Deutschland stehen seit 1915 miteinander in Kontakt. Die diplomatischen Beziehungen beider Länder wurden im Jahr 1921 aufgenommen. Afghanistan betreibt eine Botschaft in Berlin.
Anlässlich der Feierlichkeiten des 100-jährigen Bestehens der afghanisch-deutschen Freundschaft in Kabul im Jahr 2015, betonte der deutsche Außenminister Frank-Walter Steinmeier in seiner Rede: „(...) wir sind hier unter Freunden.“ Zu der Zeit leben mehr Menschen mit afghanischem Ursprung in Deutschland als in jedem anderen europäischen Land. Für kein anderes Land stellte Deutschland so viele Mittel zur Entwicklungshilfe bereit wie für Afghanistan. Des Weiteren war bis 1978 in jeder afghanischen Regierung mindestens ein Minister vertreten, der entweder an der Nejat-Oberrealschule in Kabul, an dessen Bau Deutschland beteiligt war, gelernt oder in Deutschland studiert hat. Seit der Machtübernahme der Taliban 2021 bestehen die diplomatischen Beziehungen zwischen Afghanistan und Deutschland lediglich auf einem niedrigen Niveau weiter.

## Geschichte

### Erste Aufnahme diplomatischer Beziehungen
Den ersten bedeutenden diplomatischen Kontakt zwischen Deutschland und Afghanistan gab es zum Beginn des Ersten Weltkrieges. Im September 1914 wurde eine deutsche Delegation in das damalige britische Protektorat entsandt, um einen Aufstand gegen das Vereinigte Königreich zu entfachen und so Englands Position im Ersten Weltkrieg zu schwächen. Die Delegation scheiterte jedoch aufgrund interner Streitigkeiten, bevor sie Afghanistan erreichte.
Ein Jahr später, im September 1915, traf eine deutsche Delegation in Kabul ein und markierte den Beginn der deutsch-afghanischen Beziehungen. Der amtierende König Amir Habibullah Khan fürchtete die Konsequenzen, die ein Aufstand gegen das Vereinigte Königreich mit sich bringen würde, und wies die Bemühungen der deutschen Entsandten zurück.
Auch wenn ihr eigentliches Ziel unerreicht blieb, knüpften die Delegierten wichtige Kontakte zu Afghanen mit hohen Stellungen in Gesellschaft, Staat und Wirtschaft und es kam zum Freundschafts- und Handelsvertrag von 1916, in welchem Deutschland sich verpflichtet, nebst der Lieferung von Gewehren, Geschützen und Geld auch eine Route durch Persien zu schaffen, um deutsche Fachkräfte nach Afghanistan zu schicken. Des Weiteren half Deutschland, Waffenfabriken in Afghanistan auf- und auszubauen. Die Beziehung der beiden Nationen verkomplizierte sich, als Russland versuchte, in Afghanistan einzumarschieren und die Hilfe der Deutschen ausblieb. Als Folge dessen verließ die Delegation Kabul am 20. Mai 1916.

### Entwicklung nach der Anerkennung der Unabhängigkeit Afghanistans
Nachdem das Vereinigte Königreich Afghanistans Unabhängigkeit am 8. August 1919 mit dem Vertrag von Rāwalpindi anerkannt hatte, begann Afghanistan seine außenpolitischen Beziehungen zu asiatischen und europäischen Ländern aufzubauen. Im April 1921 nahm Afghanistan den Kontakt mit Deutschland wieder auf. Daraufhin wurde im Jahr 1923 die Deutsch-Orientalische Handelsgesellschaft AG gegründet, die 1926 in die Deutsch-Afghanische Compagnie AG umbenannt wurde und die Deutsch-Afghanische Wirtschaftsverbindung stärken sollte. Im März gleichen Jahres wurde der Deutsch-Afghanische Freundschaftsvertrag von 1926 unterzeichnet, der den Vertrag von 1916 ablöste. In diesem Vertrag versprachen sich die Länder unverletzlichen Frieden, aufrichtige Freundschaft und den ständigen Kontakt durch Gesandte. Bereits vor der Unterzeichnung des Vertrags befanden sich mehrere hundert deutsche Fachkräfte in Afghanistan und halfen unter anderem bei dem Bau von Wasserstraßen und Staudämmen. Auch unterstützte Deutschland 1924 die Errichtung der Nejat-Oberrealschule in Kabul.

### Verhältnis während der NS-Zeit
Trotz mehrfachem Machtwechsel blieben die freundschaftlichen Beziehungen zwischen Afghanistan und Deutschland bestehen und Deutschland galt weiterhin als wichtiger Modernisierungspartner Afghanistans. Trotzdem äußerte sich der ehemalige afghanische Premierminister Haschim Khan im Jahr 1933 kritisch gegenüber der aggressiven Politik Hitlers. Deutsche Wissenschaftler führten 1935 eine Forschungsexpedition nach Afghanistan durch. Die deutsch-afghanische Zusammenarbeit wurde fortgeführt, zum Beispiel bei der Ausbildung afghanischer Techniker, dem Bau mehrerer Elektrizitätswerke von 1936 bis 1941, der Einrichtung einer Flugverbindung zwischen Berlin und Kabul im Mai 1938 und einem Kredit an Afghanistan von 50 Millionen Mark, mit dem industrielle Projekte finanziert werden sollten. Trotz der bis dato guten Beziehungen war Afghanistan nicht bereit, im Zweiten Weltkrieg an der Seite Deutschlands zu kämpfen, und erklärte sich am 6. Dezember 1939 für neutral. Afghanistan verwies alle Angehörigen der Achsenmächte, die keine diplomatische Stellung hielten, des Landes. Eine Kommandoeinheit der Abwehr, des NS-deutschen Militärgeheimdienstes, führte zwischen 1941 und 1943 von Kabul aus Aktivitäten gegen Britisch-Indien. Die Beziehungen zwischen dem Königreich Afghanistan und Hitlerdeutschland endeten im März 1945.

### Beziehungen zwischen Afghanistan und der Bonner Republik

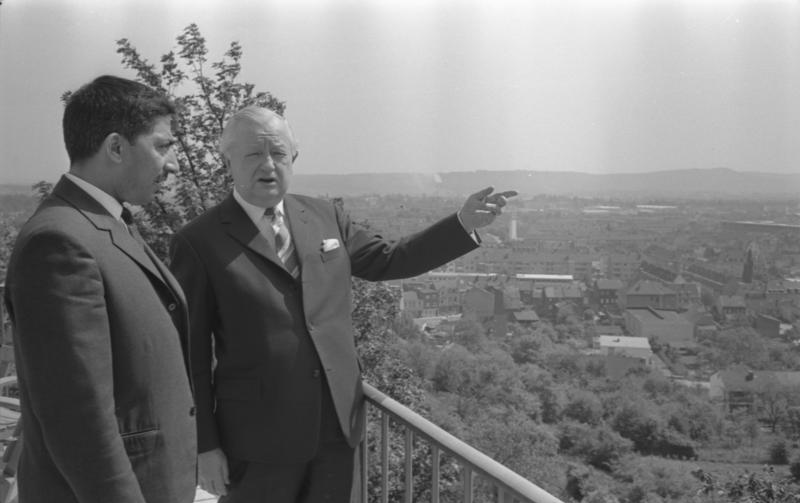
Arthur Bülow, Staatssekretär im Bundesministerium für Justiz, empfängt den afghanischen Staatssekretär Kamawi in Bonn (1964).

Afghanistan war eines der ersten Länder, das die Bundesrepublik Deutschland als Nachfolger des deutschen Reiches anerkannte und tat dies bereits vor der Wiederaufnahme offizieller Beziehungen am 22. Dezember 1954. Gegen Ende der 1940er-Jahre stellte Ghulam Mohammad Farhad, der in Deutschland studiert hatte und später Bürgermeister von Kabul wurde, mehrere deutsche Afghanistan-Experten und Vertreter deutscher Unternehmen in seiner Afghan Electric Company ein. Im Jahr 1950 erhielten 20 Afghanen ein Stipendium, um in Deutschland studieren zu können; weitere folgten. 1952 wurde das afghanische Kulturamt in München eröffnet, gefolgt von Niederlassungen afghanischer Handelsdelegationen. Die afghanische Handelsdelegation in Hamburg bildete lange Zeit die wichtigste Anlaufstelle für landesexternen Handel in Europa und den USA. Nachdem die offiziellen diplomatischen Beziehungen wiederhergestellt wurden, unterstützte die Bundesrepublik Deutschland Afghanistan weiterhin bei dem Modernisierungsprozess im Land. Es folgte das Abkommen zwischen der Regierung der Bundesrepublik Deutschland und der Regierung des Königreichs Afghanistan über wirtschaftliche und technische Zusammenarbeit vom 31. Januar 1958. Nach dem Sturz der afghanischen Monarchie im Jahr 1973 und dem Ausruf der Republik, froren die Beziehungen der Bundesrepublik Deutschland und der Republik Afghanistan zunächst ein. Um die Beziehung zu Afghanistan wiederherzustellen, besuchte der amtierende Staatsminister des Auswärtigen Amts Karl Moersch das Land 1976. Mit dem Sturz der Republik Afghanistan und dem Ausruf der Demokratischen Republik Afghanistan 1978 sowie dem Einmarsch der sowjetischen Militärtruppen im Jahr 1979 endeten die diplomatischen Beziehungen zwischen der Bundesrepublik und Afghanistan.
Ab 1985 führte der Bundesnachrichtendienst (BND) in Afghanistan die verdeckte Operation Sommerregen durch. Dabei unterstützte der BND die gegen die Sowjets kämpfenden Mudschaheddin mit Ausrüstung, erhielt dafür von ihnen erbeutete sowjetische Waffen und Rüstungsmaterialien und brachte sie zur Analyse nach Deutschland.

### Beziehungen zwischen dem sozialistischen Afghanistan und der DDR
Die DDR hatte 1973 diplomatische Beziehungen mit Afghanistan aufgenommen. Ab 1978 wurde Afghanistan unter dem Staatsnamen Demokratische Republik Afghanistan wie die DDR sozialistisch geführt und ab 1979 intervenierte die Sowjetunion militärisch in Afghanistan. In der Folge intensivierte die DDR ihre Beziehungen. Der Schwerpunkt der DDR-Diplomatie lag auf Kooperation im Kultur- und Bildungsbereich, jedoch gab es auch Zusammenarbeit auf militärischer Ebene. So berichtete Der Spiegel 1992 über Informationen des Bundesnachrichtendienstes, dass die DDR im Jahr 1981 NVA-Soldaten nach Afghanistan verlegt habe.

### Gesamtdeutsche Beziehungen seit 2001

#### Deutsche Streitkräfte in Afghanistan (2001–2021)

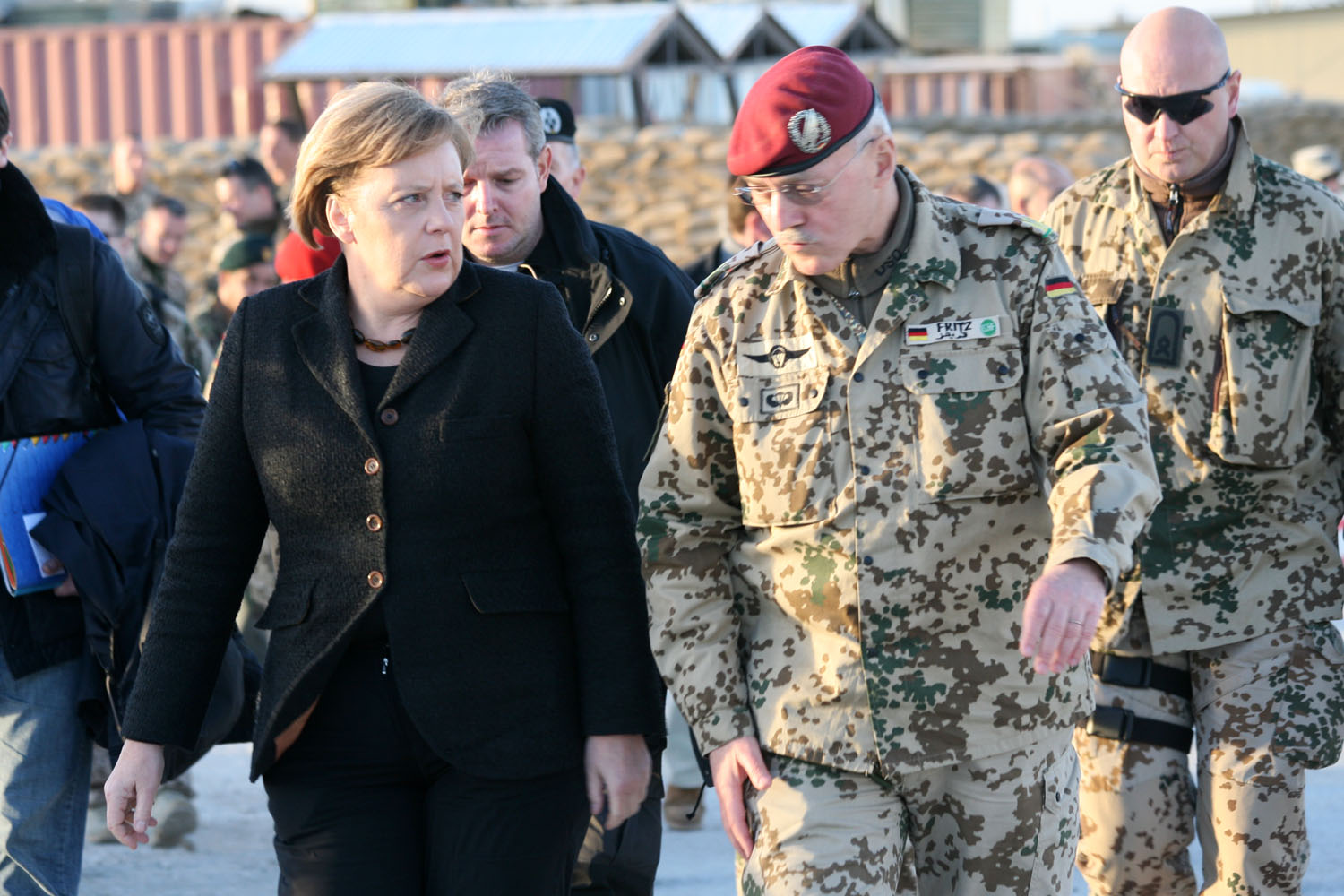
Bundeskanzlerin Angela Merkel und Generalleutnant Hans-Werner Fritz in Afghanistan

Nach den Terroranschlägen am 11. September 2001 wurde erstmals in der Geschichte der NATO der Bündnisfall auf Initiative der Vereinigten Staaten von Amerika wirksam. Der Deutsche Bundestag stimmte am 22. Dezember 2001 der Entsendung der Bundeswehr nach Afghanistan im Rahmen der International Security Assistance Force (ISAF) zu. Es galt, die Umsetzung der Resolution 1386 des UN-Sicherheitsrates vom 20. Dezember 2001 zu gewährleisten.
Das ISAF-Mandat endete am 31. Dezember 2014. Unmittelbar darauf, am 1. Januar 2015, begann die Resolute Support Mission (RSM). Der Deutsche Bundestag hatte das Mandat für RSM am 18. Dezember 2014 beschlossen, demzufolge die Bundeswehr bis zu 980 bewaffnete Soldaten nach Afghanistan entsenden konnte. Ihre Aufgabe war es, afghanische Sicherheitskräfte und Institutionen zu trainieren, zu beraten und zu unterstützen.
Das Mandat wurde in der Folge mehrfach durch den Bundestag verlängert.
Als Reaktion auf eine Abzugsentscheidung der USA wurde die Bundeswehr bis Juni 2021 aus Afghanistan abgezogen.

#### Maßnahmen zum Wiederaufbau (2001–2021)
Im Mittelpunkt der deutschen Hilfe für Afghanistan zwischen 2001 und 2021 stand der zivile Wiederaufbau im Norden des Landes.
Es wurden aber auch gezielt nationale Projekte der afghanischen Regierung zum Wiederaufbau in anderen Landesteilen unterstützt. Deutschland zählte zu den drei größten Investoren in Afghanistan. Von 2001 bis 2015 flossen fast 4,1 Milliarden Euro als Unterstützung. Mit diesen Hilfsgeldern sollte die Infrastruktur wieder aufgebaut, bzw. verbessert werden, der Polizeiaufbau und die Stärkung politischer und staatlicher Institutionen unterstützt werden.
Ein besonderes Augenmerk legten deutsche Investoren auf eine langfristige Wasser- und Energieversorgung sowie eine Einkommens- und Beschäftigungsförderung.
Mehrere Millionen der Fördermittel pro Jahr wurden in den kulturellen Aufbau Afghanistans investiert.
Hierzu zählten neben dem Wiederaufbau afghanischer Schulen und der Unterstützung bei der Ausbildung von Lehrkräften auch die deutsch-afghanische-Hochschulkooperation, die unter anderem Stipendien bereitstellte, um Afghanen Masterstudiengänge und Promotionen in Deutschland zu ermöglichen.

#### Beziehungen seit 2021
Während des Abzugs der internationalen Truppen im August 2021 erlangten die Taliban schnell wieder die Kontrolle über das Land und proklamierten das Islamische Emirat Afghanistan. Die Deutsche Botschaft in Kabul stellte daraufhin den Dienstbetrieb am 15. August 2021 vorübergehend ein; das Personal wurde abgezogen. Die bilateralen diplomatischen Beziehungen zum Islamischen Emirat Afghanistan bestehen auf einem niedrigen Niveau weiter. Im November 2024 zog das Taliban-Regime seine Diplomaten aus Berlin und Bonn ab, die bereits vor der Machtübernahme der Taliban ins Amt gekommen waren; lediglich der Generalkonsul in München blieb im Amt.

## Wirtschaft
Deutschland gehörte mit einem Export im Wert von über 165 Millionen Euro, davon Kraftwagen und Kraftwagenteile im Wert von über 80 Millionen Euro und einem Import von über 13 Millionen Euro, im Jahr 2013 zu Afghanistans wichtigsten Handelspartnern innerhalb Europas.
Deutschland unterstützte bis 2021 die Afghanistan Investment Support Agency der afghanischen Regierung. Diese warb mit dem schnell wachsenden Markt und Afghanistans strategisch wichtigem Standort.
Ungefähr ein Drittel aller öffentlichen Aufträge in Afghanistan wurden 2015 von der afghanischen Regierung vergeben.
Deutsche Unternehmen und Investoren waren bis 2021 besonders in den Sektoren Bau und Infrastruktur, Medizintechnik und Gastronomie vertreten. So zum Beispiel der deutsche Konzern Siemens, der am Aufbau des Telefonnetzes in Afghanistan beteiligt war und das Essener Bauunternehmen Hochtief, das am Wiederaufbau des Straßennetzes, an der Straßenreparatur und -Instandsetzung beteiligt war. Das Land profitierte auch von vielen Afghanistan-Heimkehrern: Menschen, die während der Zeit der Sowjet-Besatzung nach Deutschland flohen und zwischen 2001 und 2021 zurückkehrten, um Unternehmen zu gründen oder wieder aufzubauen.